# Хайнрих фон Валденбург
Хайнрих фон Валденбург (на немски: Heinrich von Waldenburg; † пр. 29 юли 1446) е благородник от род Валденбург в Баден-Вюртемберг. Той е съ-господар на Волкенщайн (1401), и е споменат в документи от 1331 до 1437 г.
Той е син на Унарг (Анарг) фон Валденбург († 1383/1386) и съпругата му Мехтилд фон Вартенберг Фрау фон Шарфенщайн († сл. 1386), дъщеря на Йохан 'Млади' фон Вартенберг, господар на Течен и Шрекенщайн († 1366/1368) и Агнес фон Властиборциц. Внук е на Йохан фон Валденбург, цу Рабенщайн, Волкенщайн и Цшопау († сл. 1385). Правнук е на Анарг I фон Валденбург-Волкенщайн († 1317) и Аделхайд фон Плауен († 1317).
Брат му е Йохан е домхер в Майсен (1407), монах (1421), споменат от 1407 до 1421 г.

## Фамилия
Хайнрих фон Валденбург се жени 1408 г. за Констанца фон Плауен († сл. 1423), дъщеря на Хайнрих IX (VIII) фон Плауен († 1412/1413) и Анна фон Ризенбург († сл. 1411). Те имат децата: 
- Анарг (* ок. 1410; † пр. 1482), женен 1436 г. за Зденка фон Хазенбург (* ок. 1414; † сл. 1468)
- Анна (* ок. 1412; † сл. 5 септември 1451), наследничка на Волкенщайн, Шарфенщайн, Рауенщайн и Цшопау, омъжена пр. 1434 г. за бургграф Ханс I фон Дона (* ок. 1408; † 15 октомври 1450/5 септември 1451), господар на Ауербах (1436), син на бургграф Фридрих фон Дона († 1426)
- Хелена (* ок. 1414; † сл. 1434)
- Катарина (* ок. 1416; † 27 юли/август 1494; погребана в Бланкенхайн), омъжена I. на 6 февруари 1446 г. за Фридрих фон Биберщайн (* ок. 1394; † 24/27 август 1448 в Зорау), II. 1457 г. за граф Лудвиг I фон Глайхен-Бланкенхайн (* ок. 1410; † 25 април 1467)